# Martial Robin
Pour les articles homonymes, voir Robin.
Martial Robin est un footballeur français né le 27 août 1977 à Marseille, évoluant au poste d'arrière gauche.

## Carrière
- 1992-1997 : Olympique de Marseille
- 1997-1998 : FC Martigues
- 1998-1999 : Olympique de Marseille
- 1999-2006 : AC Ajaccio
- 2006-2010 : Grenoble Foot 38
- 2010-2012 : FC Istres[1]

## Palmarès
- Champion de France de Ligue 2 en 2002.
- Premier match en D1 : Marseille-Guingamp : 2-1 le 02/10/1996